# Eduarda Chiote
Eduarda Chiote (* 1930 in Bragança, Portugal) ist eine portugiesische Lyrikerin und Erzählerin.

## Leben
Eduarda Chiote studierte in Lissabon Geschichte und Philosophie und arbeitete als Arbeitspsychologin. Ihr Sohn ist der Regisseur Joaquim Pinto.

## Werk
Ihr Werk ist in diversen Anthologien, Zeitungen und Zeitschriften erschienen. Sie veröffentlichte auch sechzehn eigene Bändchen.
Ihr Debüt war der Gedichtband Esquemas („Schemata“) 1975. Ihr bisher letztes Buch trägt den Titel Fiat lux (2017). Sie hat fast ausschließlich Lyrik geschrieben. In der deutschen Anthologie über weibliche literarische Stimmen aus Portugal, Schriften weiß wie die Nacht, sind Gedichte von ihr auch erstmals in deutscher Sprache zu lesen.
Außerdem war sie als Drehbuchautorin tätig, so für die Filme Uma pedra no bolso („Ein Stein in deiner Tasche“, 1988) und Onde bate o sol („Wo die Sonne scheint“, 1989).
Die Autorin lebt in Lissabon.